# Ramphogordius pseudolacteus
Ramphogordius pseudolacteus är en djurart som tillhör fylumet slemmaskar, och som först beskrevs av Gontcharoff 1951.  Ramphogordius pseudolacteus ingår i släktet Ramphogordius och familjen Lineidae. Inga underarter finns listade i Catalogue of Life.